# Città di Greater Shepparton
La città di Greater Shepparton è una Local Government Area che si trova nello Stato di Victoria. Essa si estende su una superficie di 2.420 chilometri quadrati e ha una popolazione di 60.449 abitanti. La sede del consiglio si trova a Shepparton.